# قلق التواصل

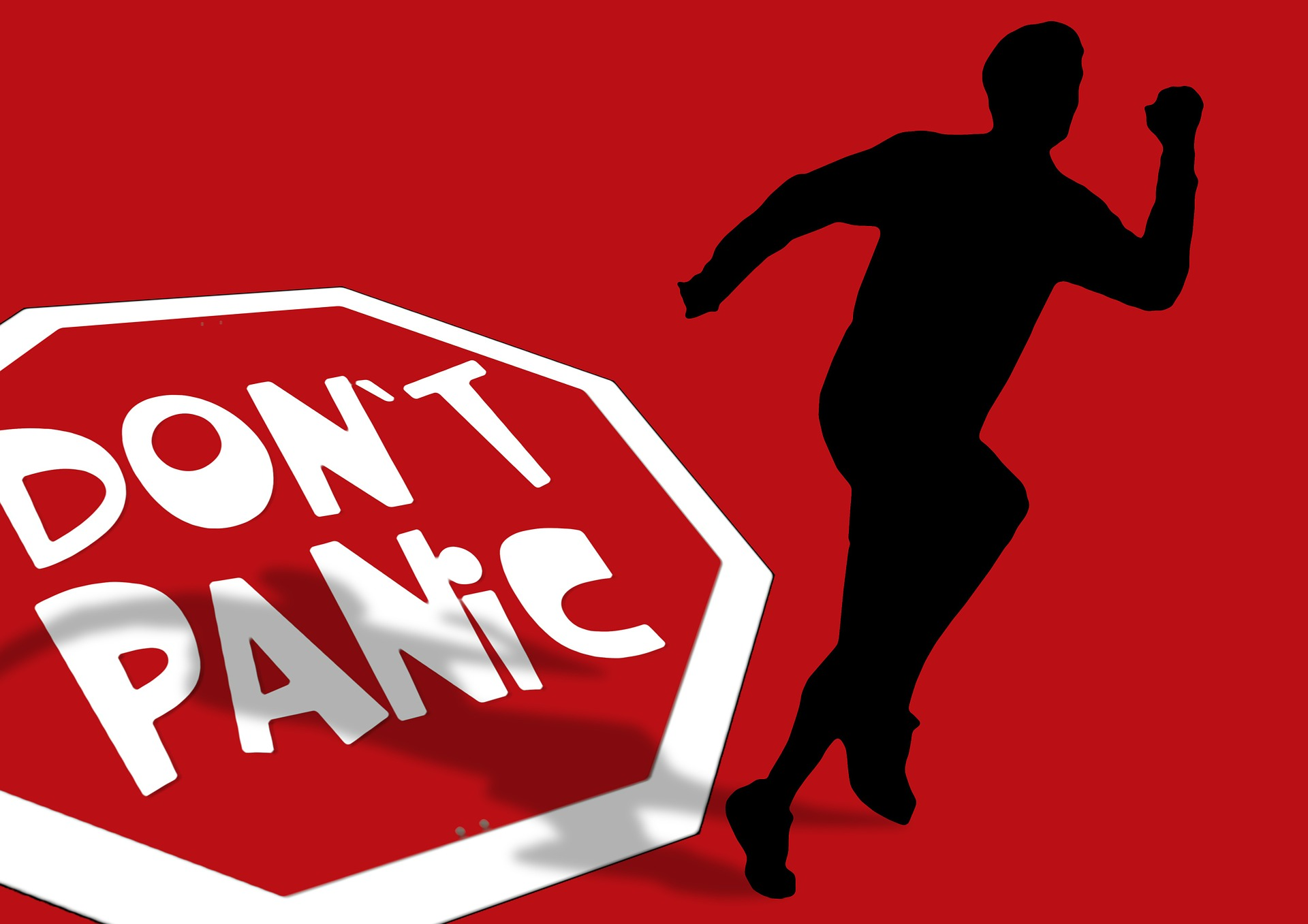

قلق التواصل هو أحد المخاوف المرتبطة بالتواصل مع الآخرين. وحسب أحد الأبحاث التي تم إجراؤها، يعاني 31 في المائة من أطفال المدارس الابتدائية من بعض مستويات قلق التواصل.

## التعريف
يتم تعريف قلق التواصل على أنه أحد مستويات المخاوف أو القلق الشخصية المقترنة بالتواصل الفعلي أو المتوقع مع شخص آخر أو أشخاص آخرين.

## العوامل المؤثرة
تؤثر عوامل أخرى وتحدد تواجد قلق الاتصالات من عدمه، كما تحدد درجته كذلك. تعد درجة التقييم، أي، ما يتصوره المريض أنه يكون على المحك، وهل يشعر المريض أم لا بأنه تابع لمتابعيه، ومدى درجة وضوح مشاعر المريض، ودرجة عدم القدرة على التنبؤ بسلوكيات المريض في الموقف، ودرجة عدم التشابه بين المتحدث والمتابعين، وذاكرات الفشل أو النجاح السابقة، وتواجد أو عدم تواجد مهارات الاتصال كلها عوامل تؤثر على درجة قلق الاتصال التي يتعرض لها الشخص في موقف محدد.
ويطلق عليه أيضًا اسم «رهبة المسرح».

## الوقاية والعلاج
- إعادة الهيكلة المعرفية
- الحساسية المنهجية
- التدريب على المهارات للمعلمين ومن يعانون من المرض
- التصور